# Reuben Bennett
Reuben Bennett (21 décembre 1913 - décembre 1989) est un joueur et entraîneur de football écossais.
Il joue comme gardien de but pour Hull City, Queen of the South, Dundee et Elgin City. Il est ensuite directeur d'Ayr United et membre fondateur du personnel d'entraîneurs de la Boot Room à Liverpool.
Bennett meurt en décembre 1989 à l'âge de 76 ans.